# Cryptolabis minutula
Cryptolabis minutula là một loài ruồi trong họ Limoniidae. Chúng phân bố ở miền Tân bắc.